# Еџклиф Вилиџ (Тексас)
Еџклиф Вилиџ (енгл. Edgecliff Village) град је у америчкој савезној држави Тексас. По попису становништва из 2010. у њему је живело 2.776 становника.

## Демографија
Према попису становништва из 2010. у граду је живело 2.776 становника, што је 226 (8,9%) становника више него 2000. године.
| Група             | 2000.         | 2010.         |
| Белци             | 1.967 (77,1%) | 1.580 (56,9%) |
| Афроамериканци    | 217 (8,5%)    | 338 (12,2%)   |
| Азијати           | 28 (1,1%)     | 67 (2,4%)     |
| Хиспаноамериканци | 309 (12,1%)   | 731 (26,3%)   |
| Укупно            | 2.550         | 2.776         |